# Commanderie de Ruetz
La commanderie de Ruetz était une commanderie hospitalière dont l'origine remonte aux Templiers et qui fut la première fondée dans le Diocèse de Châlons-en-Champagne.

## Description géographique
Elle se situait à l'emplacement du hameau de Ruetz. Historiquement, il s'agissait de la commune de Gourzon dont Bayard constituait un écart alors que de nos jours, Gourzon est rattachée à Bayard-sur-Marne.

## État
Il ne reste rien des bâtiments templiers.
La propriété actuelle est constituée d'un château et d'une grange accueillant des réceptions.

## Histoire
La fondation de cette commanderie templière  remonte à 1137.
La commanderie hospitalière était composée d'un château entouré de fossés et d'un fief proche de Langres ; parmi les assertions les plus répandues, elle aurait été détruite en 1544 à la suite de l'invasion des troupes de Charles Quint pour laisser place à un château bâti en 1740. Les Hospitaliers développèrent à Bayard un important travail de forge qui fait encore partie du patrimoine local ainsi que la maison du commandeur du XVIIIe siècle.

### L'ordre du Temple
Aux XIIe et XIIIe siècles, les terres occupées par les Templiers faisaient partie du comté de Bar. C'est une importante donation du seigneur Haton de Hatoncourt qui permet aux Templiers de s'implanter dans ce comté, acte confirmé par Geoffroy 1er, évêque de Chalons et dont fut témoin Roger, seigneur de Joinville,.   

#### Commandeurs templiers
| Commandeur                    | Période     |
| ----------------------------- | ----------- |
| Hugues de Chevillon           | 1274 ,      |
| Guillaume Cervain             | 1277 ,      |
| Baudoin de Chery ou de Chérey | 1280        |
| Pons de Longchamp             | 1297 - 1302 |
| Jean de Mars                  | 1303 - 1307 |

#### Acquisitions
Voici, par ordre chronologique, une liste non exhaustive des  événements qui ont compté dans l'histoire de cette commanderie et qui ont contribué à son expansion :
- avant 1190 : ils acquièrent les biens que revendiquait le seigneur Haton de Sommeville à Vicherey dans les Vosges[12],
- 1198 : donation de l'alleu du Breuil par Eudes de Doulevant et confirmé par Geoffroy V de Joinville[13],[14],
- 1205 : une rente annuelle d'un demi muid de blé à prendre sur la dîme d'Osne[15],
- 1219 : Baudouin, chevalier à Nantoye donnait ses possessions de Couvertpuis, hommes prés, terres bois et une partie des dîmes ; ce qui fut confirmé par Henri comte de Bar et Guillaume de Pierrefite,
- 1240 : Gui de Joinville, seigneur de Sailly leur fait don de tout ce qu'il possède à Couvertpuis dans le département de la Meuse[16],
- 1270 : Jean de Joinville, sénéchal de Champagne et biographe de saint Louis leur donne l'autorisation de construire un pont sur la Marne près de Bayard[17],
- 1275 : ils acquièrent tout ce que possédait Jean de Joinville  au finage de Juvigny[N 2],
- 1277 : Jean de Joinville qui était également seigneur de Joinville leur vend les droits concernant le bois « des Rippes » à Juvigny[N 3],[10]. Il leur accorde également le droit de construire un moulin sur la Marne[18],
- 1279 : ils reçoivent l'autorisation de se porter acquéreurs de biens divers à Ragecourt[19].

### L'ordre de Saint-Jean de Jérusalem

#### Commandeurs hospitaliers
| Commandeur                                                                           | Période   |
| ------------------------------------------------------------------------------------ | --------- |
| ?                                                                                    | ?         |
| Jean de Seraucourt, commandeur de Thors, Corgebin, Saint-Nicolas de Langres et Ruetz | 1600-1607 |
| Charles de Choiseul d'Esquilly                                                       | 1706      |
| Anne-Érard de La Madelaine de Ragny, dit le bailly de Ragny                          | 1745-1782 |
| Louis-Charles Le Prud’homme de Fontenoy                                              | 1784-1785 |